# جوتون
جوتون (بالإنجليزية: Guyton, Georgia)‏ هي مدينة تقع في مقاطعة إفينغهام، جورجيا بولاية جورجيا في الولايات المتحدة. تبلغ مساحة هذه المدينة 3.1 (كم²)، وترتفع عن سطح البحر 29 م، بلغ عدد سكانها 1684 نسمة في عام 2010 حسب إحصاء مكتب تعداد الولايات المتحدة.

## أعلام
- تشارلز إس. لورانس

## وصلات خارجية
- Cities & Counties - Georgia.gov